# Thelaira claripennis
Thelaira claripennis là một loài ruồi trong họ Tachinidae.